# 안좌남국민학교
안좌남국민학교는 대한민국 전라남도 신안군 안좌면에 있었던 공립 초등학교이다.

## 연혁
- 1967년 11월 3일 안좌국민학교 안좌남분교 설립 인가
- 1968년 3월 1일 안좌남분교장 개교
- 1969년 3월 1일 안좌남국민학교 승격 분리, 안좌국민학교 박지분교장, 반월분교장 본교 이관
- 1970년 3월 1일 안좌국민학교 우목분교장 본교 이관
- 1986년 1월 1일 도서벽지학교 '다'급 지정
- 1992년 3월 1일 박지분교장 폐교 및 안좌국민학교 통폐합
- 1993년 3월 1일 폐교 및 안좌국민학교 통폐합
- 1993년 3월 1일 반월분교장, 우목분교장 안좌국민학교 이관